# Mini's First Time
Mini's First Time is een misdaadkomedie uit 2006 onder regie van Nick Guthe en met Nikki Reed en Alec Baldwin in de hoofdrollen.

## Verhaal
Mini is de dochter van een agressieve en dronken gefaalde actrice die haar verwaarloost. Ze is weliswaar erg rijk, maar verveelt zich continu. Ze is uit op avontuur en het is haar levensdoel om zo veel mogelijk dingen minstens één keer te hebben gedaan. Zo krijgt ze een baan als escortemeisje terwijl ze nog op de middelbare school zit. Als blijkt dat haar tweede klant haar stiefvader is, blinddoekt ze hem alvorens ze hem haar diensten verleent.
Haar stiefvader Martin wordt verliefd op haar en ze beginnen een relatie. Samen bedenken ze een plan om van haar moeder af te raken. Mini slaagt erin haar te met pillen te drogeren en met allerlei pesterijen helemaal gek te maken. Maar voor ze haar naar een instelling kunnen sturen neemt ze een overdosis slaapmiddelen. Ze besluiten gewoon af te wachten tot ze dood is. Als dat te lang op zich laat wachten verhuizen ze haar naar haar auto en vergassen haar met de uitlaatgassen.
Na de dood van Mini's moeder gaan ze samen op vakantie om ook eens als koppel naar buiten te kunnen komen. Doch komen ze er hun buurman tegen en moeten ze weer vader-dochter spelen. Na hun terugkeer krijgt Martin vakantiefoto's toegestuurd die hun relatie verraadt. Intussen zit ook politierechercheur Garson hen op de hielen. Hoewel die het niet laat uitschijnen verdenkt hij hen van moord. Hij ontdekt een anomalie in hun verklaringen die bewijst dat er moord in het spel is. Op een dag krijgen beiden van hen een overeenkomst aangeboden. Als ze toegeven dat de ander de moord pleegde gaan zij zelf vrijuit. Beiden houden echter de lippen op elkaar.
Als Martin op een avond opnieuw foto's krijgt belt hij aan bij de buurman en slaat hem tot bloedens toe. Op het moment dat de buurman op de grond ligt en hij met een ijzeren staaf naast hem staat komt Mini toe met de politie. Martin wordt gearresteerd en draait op voor de moord op Mini's moeder. Later komt Mini hem opzoeken in de gevangenis. Daar maakt ze kenbaar dat zij het was die de foto's opstuurde, en dat ze hem in de val gelokt heeft. Martin wordt woedend en wordt door de cipiers tegen de grond geslagen.

## Rolverdeling
| Acteur           | Personage        |
| ---------------- | ---------------- |
| Nikki Reed       | Mini Drugues     |
| Alec Baldwin     | Martin           |
| Carrie-Anne Moss | Diane            |
| Jeff Goldblum    | Mike Rudell      |
| Luke Wilson      | detective Garson |
| Svetlana Metkina | Jelena           |
| Sprague Grayden  | Kayla            |
| Rick Fox         | Fabrizio         |